# 강민석 (수학 강사)
강민석(수학 강사)은 대한민국의 수학 강사이다.
경북대학교 수학교육과를 졸업한 후 대륜고등학교에서 교사로 생활하였다.
그는 교사로 있으면서 대치 시대인재에 스카우트되어 현재 강남구 대치동과 성남시 분당구에서 시대인재 소속 수학 강사로 활동하고 있다.